# 日系キューバ人
日系キューバ人（にっけいキューバじん、スペイン語: Japonés Cubano ）とは日本人の血を引いたキューバの市民である。

## 歴史
日系キューバ人のコミュニティは現地では「Nikkei」と呼ばれている。1915年当時、キューバに居住する日本人は60人以下に過ぎず、彼らが建設した農業共同体がカルメリーナ地区に存在した。1916年以降、262人の日本人がこの地に移り住み、彼らの多くはサトウキビ農園での作業に従事したが、日本人移住者に対する風当たりはとても厳しく、中には日本へ帰還したり、旧ピノス島(革命後「青年の島」に改称）に転住して果物・野菜の栽培を始める者もいた。1926年頃より、キューバへの日本からの移民事業は一旦停滞する。
1941年12月9日(真珠湾攻撃の翌日)、親米派のフルヘンシオ・バティスタ大統領は、日本とその同盟国であった旧ナチス・ドイツ・旧イタリア王国に対し、宣戦を布告。同年12月12日にはキューバに居住する全ての日本人は「敵性外国人」とみなされ、彼らの一部は114人のドイツ人、13人のイタリア人などと共に逮捕された。以後、6,000人以上の「敵性外国人」(主に日独伊からの移住者とその家族)が国外退去処分となった。彼らの多くは米国に渡り、そこで新しい職(料理人、使用人など主にサービス業)を得る事ができたが、キューバ国内で捕虜として抑留された人々の完全な解放は1946年3月まで持ち越されている。
戦後は、主に女性たちが中心となって新しい親睦団体(日系人コミュニティ)が結成され、日久両国の友好親善に寄与した。しかし、フィデル・カストロら亡命革命家によるキューバ革命の成功でバティスタ政権が崩壊した1959年以降、ソビエト式の社会主義建設を嫌ってキューバを去った者も少なくない。
現在、約1,300人の日本人及び現地生まれの日系人がキューバに居住していると推測されており、その比率はキューバの総人口の0.01%である。2008年、日本政府は日系キューバ人コミュニティの福祉向上の為長年献身的に活動していたフランシスコ・シンイチ・ミヤサカ・マチダに対し旭日双光章の授与を決定した。

## 言語
多くの日系キューバ人はスペイン語と共に日本語を話す。高い教育を受けたものは英語も話す。

## 宗教
大多数の日系キューバ人はカトリック教徒であり、残りは仏教徒等である。

## 脚註
1. ↑  Ministry of Foreign Affairs (Japan): 2008 Autumn Conferment of Decorations on Foreign Nationals, p. 8.